# Lindenau (cratère)
Pour les articles homonymes, voir Lindenau.
Lindenau est un cratère d'impact lunaire situé dans l’hémisphère Sud de la face visible de la Lune. Il se trouve entouré de plusieurs cratères, Zagut à l'est-sud-est, Rabbi Levi au nord-est et Rothmann (en) au nord-est avec la falaise lunaire de Rupes Altai. Le contour du cratère Lindenau est très peu érodé contrairement aux cratères environnants. Le plancher intérieur est irrégulier par endroits et il y a une formation de pics centraux autour du point central.
En 1935, l'Union astronomique internationale lui a attribué le nom de Lindenau en l'honneur de l'astronome allemand Bernhard von Lindenau.
Par convention, les cratères satellites sont identifiés sur les cartes lunaires en plaçant la lettre sur le côté du point central du cratère qui est le plus proche de Lindenau.
| Lindenau | Latitude | Longitude | Diamètre |
| -------- | -------- | --------- | -------- |
| D        | 30.4° S  | 24.9° E   | 10 km    |
| E        | 31.6° S  | 26.5° E   | 8 km     |
| F        | 32.4° S  | 26.4° E   | 10 km    |
| G        | 33.2° S  | 27.3° E   | 10 km    |
| H        | 31.3° S  | 26.3° E   | 11 km    |